# Casa Senyorial de Kameņeca
La Casa Senyorial de Kameņeca (en letó: Kameņecas pils) es troba a la regió històrica de Latgàlia, al municipi d'Aglona de l'est de Letònia.